# Archaeoguembelitriidae
Archaeoguembelitriidae es una familia de foraminíferos, tanto bentónicos como planctónicos, de la superfamilia Praeplanctonioidea, del suborden  Buliminina y del orden Buliminida. Su rango cronoestratigráfico abarca desde el Albiense superior (Cretácico inferior) hasta el Turoniense inferior (Cretácico superior).

## Discusión
Clasificaciones previas hubiesen incluido Archaeoguembelitriidae en el suborden Rotaliina y/o orden Rotaliida.

## Clasificación
Archaeoguembelitriidae incluye al siguiente género:
- Archaeoguembelitria †